# Wenn du denkst, du denkst, dann denkst du nur, du denkst (Album)
Wenn du denkst du denkst dann denkst du nur du denkst (im Original ohne Kommata) ist das dritte Studioalbum der deutschen Pop- und Schlagersängerin Juliane Werding. Es erschien am 16. Oktober 1975 beim Plattenlabel Hansa Musik Produktion.

## Hintergrund
Auf dem Album sind mehrere Titel enthalten, die von Werding in deutscher Sprache gecovert wurden, so von Olivia Newton-John den Titel Let Me Be There, Angie der britischen Rockband The Rolling Stones und Jim & Ingrid Croces Age. Das aus zwölf Titeln bestehende Album Wenn du denkst du denkst dann denkst du nur du denkst wurde mit dem Produzenten Peter Meisel aufgenommen. Kinder des Regenbogens, Morgens Fremde – Mittags Freunde, Wenn ich ein Adler wär und der von Gunter Gabriel geschriebene Titel Wenn du denkst du denkst dann denkst du nur du denkst wurden als Single veröffentlicht, wobei nur der letzte Titel es in die Top 5 in deutschen und schweizerischen Charts schaffte. Das Frontcover zeigt Werding mit einer Zigarette im Mund und drei Skatkarten haltend an einem Tisch sitzend mit einem schwarz-weiß gestreiftetem Hemd bekleidet.

## Titelliste
| #  | Titel                                                               | Autor(en)                                       | Produzent(en) | Länge |
| -- | ------------------------------------------------------------------- | ----------------------------------------------- | ------------- | ----- |
| 1  | Wenn du denkst du denkst dann denkst du nur du denkst               | Gunter Gabriel                                  | Peter Meisel  | 3:19  |
| 2  | Rumpelstilzchen                                                     | Franz Josef Degenhardt                          | Peter Meisel  | 3:19  |
| 3  | Morgens Fremde – Mittags Freunde (Coverversion von Let Me Be There) | Hans-Ulrich Weigel, John Rostill                | Peter Meisel  | 2:55  |
| 4  | Angie (Coverversion von Angie)                                      | Christian Heilburg, Mick Jagger, Keith Richards | Peter Meisel  | 4:20  |
| 5  | Wer nichts mehr zu verlieren hat                                    | Gunter Gabriel                                  | Peter Meisel  | 3:34  |
| 6  | So was wie du hat mir gerade noch gefehlt                           | Fred Jay, Heino Petrik                          | Peter Meisel  | 2:45  |
| 7  | Wenn ich ein Adler wär                                              | Hans-Ulrich Weigel, Heino Petrik                | Peter Meisel  | 3:30  |
| 8  | Könnte ich Gedanken lesen                                           | Hans-Ulrich Weigel, Heino Petrik                | Peter Meisel  | 3:16  |
| 9  | Wer brach dein Herz                                                 | Heino Petrik, Galen                             | Peter Meisel  | 4:29  |
| 10 | Der Engel der Verbannten                                            | Hans-Ulrich Weigel, Dieter Zimmermann           | Peter Meisel  | 3:31  |
| 11 | Die Zeit, in der wir leben (Coverversion von Age)                   | Hans-Ulrich Weigel, Lee Pockriss, Paul Vance    | Peter Meisel  | 2:46  |
| 12 | Kinder des Regenbogens                                              | Hans-Ulrich Weigel, Dieter Zimmermann           | Peter Meisel  | 3:28  |

## Charts und Chartplatzierungen
Wenn du denkst du denkst dann denkst du nur du denkst stieg am 15. November 1975 auf Rang 39 der deutschen Albumcharts ein und erreichte seine beste Platzierung im Folgemonat mit Rang 30, was zugleich die letzte Chartnotierung darstellte.
| ChartsChartplatzierungen | Höchstplatzierung | Monate |
| ------------------------ | ----------------- | ------ |
| Deutschland (GfK)        | 30 (2 Mt.)        | 2      |